# Nenad Bogdanović
Nenad Bogdanović, en serbe cyrillique Ненад Богдановић (né le 12 mai 1954 à Beška - mort le 27 septembre 2007 à Belgrade,), est un homme politique serbe. En octobre 2004, il est élu maire de Belgrade. Il est également le vice-président du Parti démocratique.

## Biographie
En 1978, Nenad Bogdanović sort diplômé de l'université de Belgrade, où il étudie à la faculté de génie électrique.
Puis il entre dans le monde des télécommunications, d'abord dans la recherche et développement puis dans des fonctions managériales. 
En 1989, il est engagé comme directeur de la coentreprise Messrs. GTE Telecommunications et EI Pupin. En 1996, il devient directeur général d'Alcatel Pupin Jugoslavija.
En 1992, il devient membre du Parti démocratique. Dès 1993, il est élu président du conseil de Zemun, puis vice-président du conseil de la ville de Belgrade. À partir de cette date, il est régulièrement élu au Parlement de la république de Serbie.
Nenad Bogdanović, père de deux enfants, est mort d'un cancer le 27 septembre 2007.